# Maria Hadera
Maria Hadera (ur. 30 września 1901 w Orzegowie, zm. 11 lipca 1991) – polska pielęgniarka, sanitariuszka w trakcie powstań śląskich i II wojny światowej. 

## Życiorys
Urodziła się 30 września 1901 roku w Orzegowie (bądź w Rudzie) w rodzinie górniczej. W 1918 roku została członkinią tamtejszego Towarzystwa Śpiewaczego „Szopen”. Była zaprzysiężona w Polskiej Organizacji Wojskowej Górnego Śląska, a przed wybuchem I powstania śląskiego uczestniczyła w konspiracyjnym kursie sanitarnym w drogerii Leona Staniszewskiego w Orzegowie. W 1920 roku brała udział w kursie dla pielęgniarek w Bytomiu i Zabrzu oraz odbyła praktykę w szpitalu wojskowym w Poznaniu. W trakcie III powstania śląskiego była sanitariuszką kompanii szturmowej w Orzegowie, a następnie w pułku zabrzańskim pod dowództwem Pawła Cymsa. Brała udział w akcjach powstańczych na terenie Gliwic, Kędzierzyna, Kłodnicy i w rejonie Góry św. Anny.
Po zakończeniu powstań była pielęgniarką w Górnośląskim Szpitalu Polskiego Czerwonego Krzyża w Mysłowicach aż do jego likwidacji w 1922 roku, a w 1923 roku podjęła pracę w Szpitalu Spółki Brackiej w Chorzowie. W 1926 roku ukończyła Szkołę Pielęgniarstwa w Warszawie, po czym wróciła do Chorzowa, pełniąc funkcję pielęgniarki przełożonej. W latach 1936–1939 pracowała w Poradni Przeciwgruźliczej w Katowicach.
W czasie II wojny światowej została wysiedlona do Generalnego Gubernatorstwa. W 1941 roku w Boguchwale wstąpiła do Armii Krajowej, gdzie pod pseudonimem „Szarotka” udzielała pomocy medycznej w oddziałach partyzanckich. Podczas epidemii czerwonki zorganizowała szpital polowy. 
Po wojnie wróciła do Katowic. W czerwcu 1945 roku podjęła pracę w katowickiej misji dworcowej, pomagającej jeńcom i repatriantom, a w 1947 roku została kierowniczką ośrodka repatriacyjnego dzieci zagubionych w trakcie okupacji. W latach 1949–1961 była miejską instruktorką pielęgniarek, a następnie do 1969 roku pracowała w gabinecie fizykoterapii w Miejskim Wydziale Zdrowia w Katowicach.
Była organizatorką i pierwszą przewodniczącą koła Polskiego Towarzystwa Pielęgniarskiego w Katowicach. Funkcję przewodniczącej pełniła przez 7 lat.
Zmarła 11 lipca 1991 roku. Została pochowana na cmentarzu przy ulicy Francuskiej w Katowicach.

## Ordery i odznaczenia
- Śląska Wstęga Waleczności i Zasługi (1921)[3][4]
- Medal Dziesięciolecia Odzyskanej Niepodległości (1929)[4]
- Srebrny Krzyż Zasługi (1950)[4]
- Odznaka honorowa „Za wzorową pracę w służbie zdrowia” (1953)[4]
- Krzyż Partyzancki (1959)[3][4]
- Odznaka Honorowa PCK IV Stopnia (1959)[4]
- Śląski Krzyż Powstańczy (1964)[2][4]
- Złoty Krzyż Zasługi (1964)[4]
- Złota odznaka „Zasłużonemu w Rozwoju Województwa Katowickiego” (1965)[4]
- Krzyż Kawalerski Orderu Odrodzenia Polski (1968)[3][4]
- Medal Florence Nightingale (1969)[3][4]
- Medal pamiątkowy „W 50 rocznicę III powstania śląskiego” (1971)[4]